# صموئيل وايلدر كينغ
صموئيل وايلدر كينغ هو ضابط وسياسي أمريكي، ولد في 17 ديسمبر 1886 في هونولولو في الولايات المتحدة، وتوفي بنفس المكان في 24 مارس 1959. نشط حزبياً في الحزب الجمهوري. وقد انتخب Governor of the Hawaii Territory ‏ (28 فبراير 1953 – 26 يوليو 1957).